# Ley Alfano
La llamada ley Alfano no aprobada (Ley 124/08, de 23 de julio de 2008), por el nombre del Ministro de Justicia del 4.º gabinete de Berlusconi Angelino Alfano, es un proyecto de ley presentado por este Ministro en junio de 2008 que prevé la suspensión de cualquier tipo de procedimiento penal contra el Presidente de la República, Presidente del Senado, el Presidente de la Cámara y el Presidente del Consejo de Ministros, basada en la ley Maccanico-Schifani de 2003 declarada inconstitucional por la Corte Constitucional el 13 de enero de 2004, aunque con algunos cambios, para sortear las indicaciones de la sentencia según el ministro Alfano.
Las modificaciones introducidas por esta ley son muchas, incluidas el fin del plazo para la suspensión de los juicios y la posibilidad de continuar con las acciones civiles por daños y perjuicios. La rapidez con que la ley se presentó, justo después de la sentencia del proceso Mills por corrupción de Berlusconi ha contribuido a aumentar las protestas de la oposición, primeramente Italia de los Valores se manifestó el 8 de julio de 2008 en contra de esta y otras leyes cocinadas ad personam por el gobierno. Este partido ya había protestado contra los privilegios que tendría el presidente tras la aprobación de esta ley, mientras que el Partido Democrático de Veltroni consideró inconstitucional esta ley porque contradice los artículos 1, 3 y 111 de la Constitución. 
Según Silvio Berlusconi, en cambio, "esta ley es el mínimo que una democracia puede hacer para defender su libertad". La ley Alfano es única en el panorama europeo donde la inmunidad es, por lo general, sólo para los parlamentarios aunque limitado al ejercicio de sus funciones: el representante del poder ejecutivo (jefe de gobierno) no gozan de ninguna ventaja en este sentido. En algunas naciones la inmunidad para cualquier tipo de procedimiento se garantiza sólo a los jefes de Estado (Grecia, Portugal, Francia) o a los monarcas, pero nunca para el gobierno.
El 7 de octubre de 2009 la Corte Constitucional evalúa la "Ley Alfano" definiéndola como inconstitucional (9 votos a favor y 6 en contra) por la violación de los artículos 3 y 138 de la Constitución.